# 阿沙尔堡
阿沙尔堡（法語：Bourg-Achard，法語發音：[buʁ aʃaʁ]），法国西北部城市，诺曼底大区厄尔省的一个市镇，隶属于贝尔奈区，其市镇面积为16.77平方公里，2022年1月1日时人口数量为4,029人，在法国城市中排名第2,839位。
阿沙尔堡位于厄尔省北部，鲁穆瓦地区腹地，是一个区域性的中心城市，A13和A28两条高速公路及多条地方道路在阿沙尔堡附近交汇。

## 地名来源

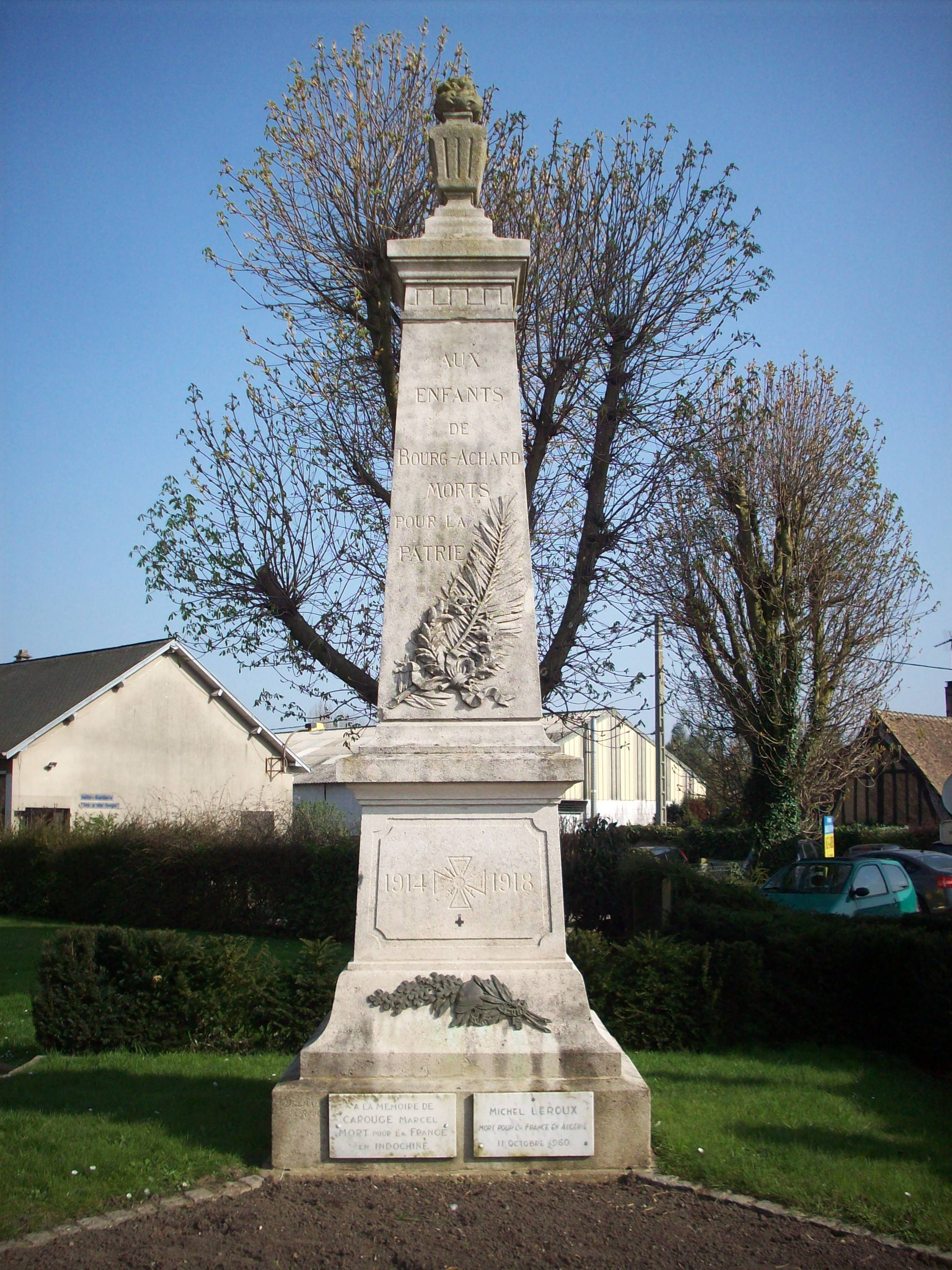
烈士纪念碑

根据当地官方网站的论述，“Bourg-Achard”最初于公元1198年以“Burgum Achardi”的形式被记载，其中“Achardi”一名可能出自日耳曼人名“Arcadus”或“Achardus”。在1801年以前，当地的官方名称拼写为“Bourgachard”。

## 历史
阿沙尔堡的早期历史尚不清楚。根据当地官方网站的论述，阿沙尔堡始建于中世纪中期，彼时当地为博斯克家族的一处领地。公元1136年，其家族成员尼沃隆（Nivelon du Bosc）创建阿沙尔堡祷告院，其附近逐渐形成聚落。中世纪中后期，阿沙尔堡几经易手，当地于1243年出现了一处疗养院，而圣洛教堂则于14世纪建成，后者在文艺复兴期间得到翻新和扩建。自16世纪起，阿沙尔堡地区每年9月的第三个周日举办大型露天商品集市。法国大革命后，阿沙尔堡成为厄尔省的一个市镇。20世纪60年代后，得益于高速公路的建成，阿沙尔堡逐渐成为一个区域性的公路枢纽，当地出现了仓储及物流园区。2019年，阿沙尔堡圣洛教堂发生纵火案，其建筑修复工程于2021年完成。

## 地理

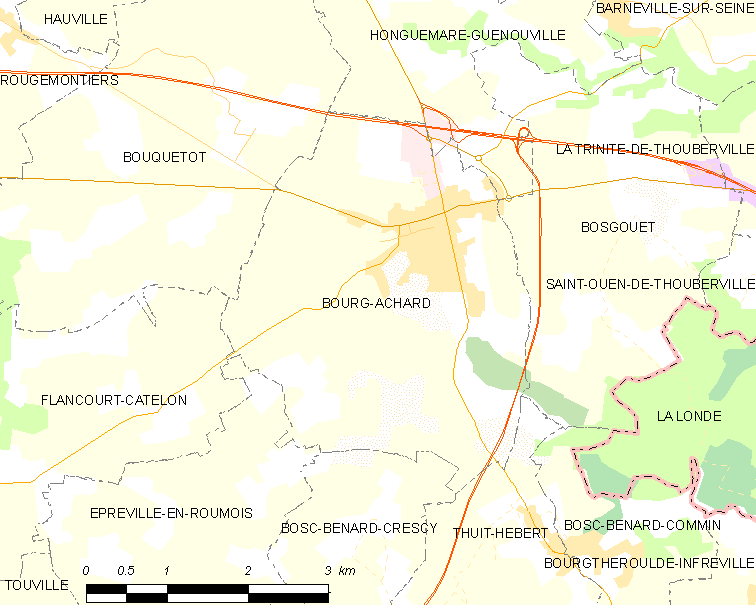
阿沙尔堡市镇范围地图

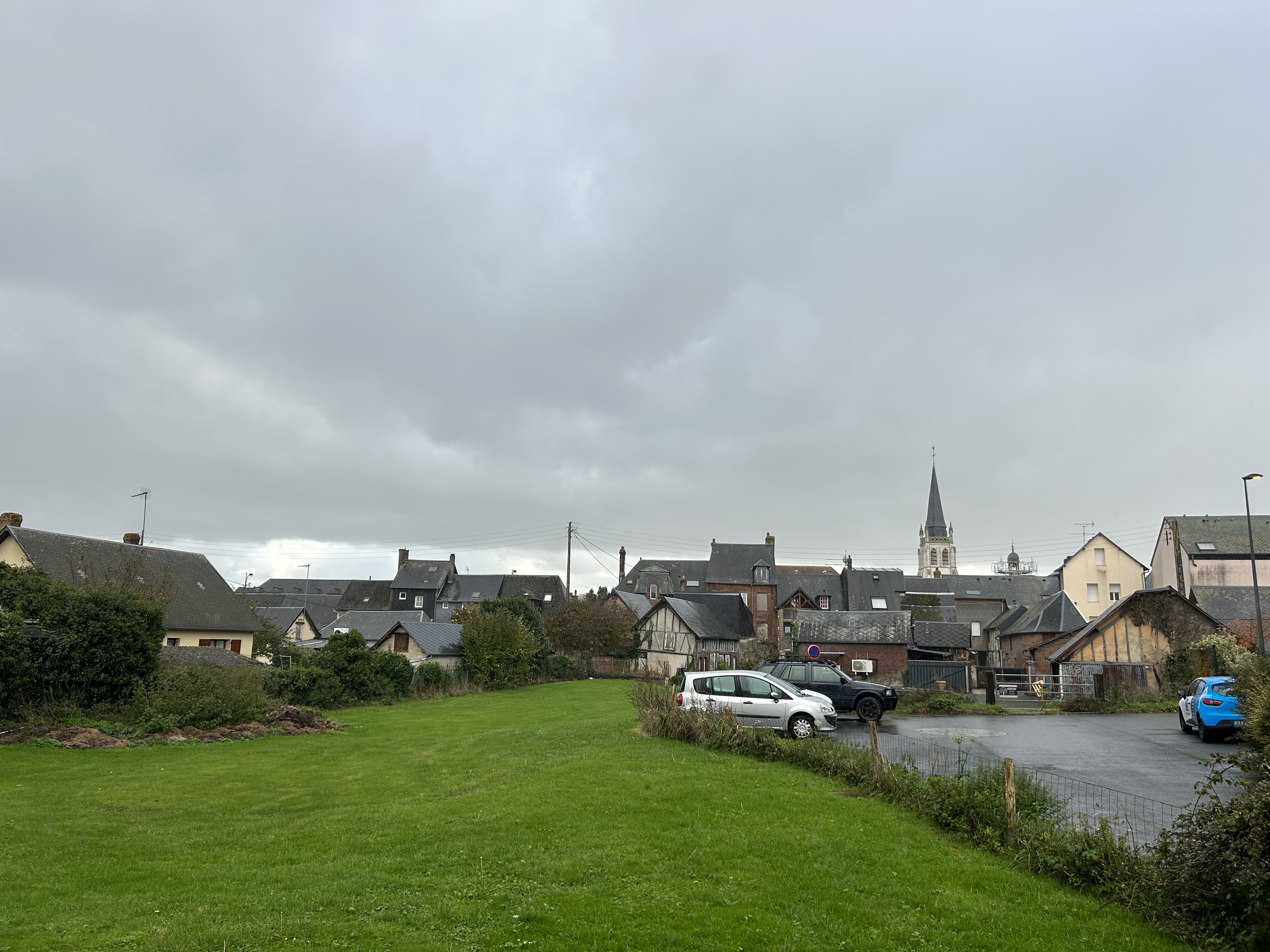
远眺阿沙尔堡

阿沙尔堡位于法国西北部，诺曼底大区东部和厄尔省北部偏西，距离省会埃夫勒大约52公里。与阿沙尔堡接壤的市镇包括：布克托、博古埃、大布特鲁尔德、鲁穆瓦地区弗朗库尔克雷西和翁格马尔-格努维尔。

### 地形
阿沙尔堡位于鲁穆瓦地区腹地，该区域以浅丘和平原，市镇中心地势较为平坦，整体地势自北向南略有抬升，全境海拔在94到144米之间。

### 水文
阿沙尔堡位于塞纳河流域范围内，其市镇范围内无大型天然地表径流分布，市区北部的Lidl超市附近有一处水域。

### 植被
阿沙尔堡属于温带阔叶混交林区，林地零星散落分布于市镇范围内的多个区域。
在鲜花城市的评比中，阿沙尔堡被评为1星级鲜花城市。

### 气候
阿沙尔堡在柯本气候分类法中属于温带海洋性气候（Cfb）。
距离阿沙尔堡最近的常年气象站位于瑞米耶日境内，以下为该气象站的数据（其中日照数据取自鲁昂）：
| 瑞米耶日 1981年－2019年 | 瑞米耶日 1981年－2019年 | 瑞米耶日 1981年－2019年 | 瑞米耶日 1981年－2019年 | 瑞米耶日 1981年－2019年 | 瑞米耶日 1981年－2019年 | 瑞米耶日 1981年－2019年 | 瑞米耶日 1981年－2019年 | 瑞米耶日 1981年－2019年 | 瑞米耶日 1981年－2019年 | 瑞米耶日 1981年－2019年 | 瑞米耶日 1981年－2019年 | 瑞米耶日 1981年－2019年 | 瑞米耶日 1981年－2019年 |
| 月份                    | 1月                     | 2月                     | 3月                     | 4月                     | 5月                     | 6月                     | 7月                     | 8月                     | 9月                     | 10月                    | 11月                    | 12月                    | 全年                    |
| ----------------------- | ----------------------- | ----------------------- | ----------------------- | ----------------------- | ----------------------- | ----------------------- | ----------------------- | ----------------------- | ----------------------- | ----------------------- | ----------------------- | ----------------------- | ----------------------- |
| 历史最高温 °C（°F）     | 16.4 (61.5)             | 19.9 (67.8)             | 24.5 (76.1)             | 30.4 (86.7)             | 33.2 (91.8)             | 38.2 (100.8)            | 40.5 (104.9)            | 40 (104)                | 34.5 (94.1)             | 30.8 (87.4)             | 22.2 (72.0)             | 17.8 (64.0)             | 40.5 (104.9)            |
| 平均高温 °C（°F）       | 7.7 (45.9)              | 8.8 (47.8)              | 12.2 (54.0)             | 15.2 (59.4)             | 19.1 (66.4)             | 22.2 (72.0)             | 24.6 (76.3)             | 24.6 (76.3)             | 21.3 (70.3)             | 16.8 (62.2)             | 11.5 (52.7)             | 8 (46)                  | 16 (61)                 |
| 日均气温 °C（°F）       | 4.9 (40.8)              | 5.3 (41.5)              | 8 (46)                  | 10.1 (50.2)             | 13.7 (56.7)             | 16.6 (61.9)             | 18.9 (66.0)             | 18.9 (66.0)             | 16 (61)                 | 12.6 (54.7)             | 8.2 (46.8)              | 5.3 (41.5)              | 11.5 (52.7)             |
| 平均低温 °C（°F）       | 2 (36)                  | 1.8 (35.2)              | 3.7 (38.7)              | 4.9 (40.8)              | 8.3 (46.9)              | 11 (52)                 | 13.2 (55.8)             | 13.1 (55.6)             | 10.8 (51.4)             | 8.4 (47.1)              | 4.9 (40.8)              | 2.6 (36.7)              | 7.1 (44.8)              |
| 历史最低温 °C（°F）     | −19.5 (−3.1)            | −14 (7)                 | −7.5 (18.5)             | −4.2 (24.4)             | −3 (27)                 | 1.3 (34.3)              | 4 (39)                  | 4 (39)                  | 2 (36)                  | −5 (23)                 | −9.2 (15.4)             | −12.5 (9.5)             | −19.5 (−3.1)            |
| 平均降水量 mm（）       | 76 (3.0)                | 62.3 (2.45)             | 65.8 (2.59)             | 57.5 (2.26)             | 67.9 (2.67)             | 58.7 (2.31)             | 69.5 (2.74)             | 61.1 (2.41)             | 65.8 (2.59)             | 85.7 (3.37)             | 78.1 (3.07)             | 95.7 (3.77)             | 844.1 (33.23)           |
| 月均日照時數            | 58.6                    | 74.5                    | 117.4                   | 158                     | 182.8                   | 202.2                   | 199.2                   | 191.8                   | 156.1                   | 107.8                   | 60                      | 49.2                    | 1,557.6                 |
| 来源：infoclimat.fr     |                         |                         |                         |                         |                         |                         |                         |                         |                         |                         |                         |                         |                         |

## 行政区划
阿沙尔堡的市镇编号为27103，邮政编号为27310。
在行政管理方面，阿沙尔堡隶属于法国诺曼底大区厄尔省贝尔奈区；在地方选举方面，阿沙尔堡是阿沙尔堡县的中央投票站所在地，其市镇范围全境被划入厄尔省第三选区；在社会管理方面，阿沙尔堡是鲁穆瓦-塞纳市镇公共社区的办公驻地。
截至2023年11月，阿沙尔堡市镇范围内暂无任何城市敏感街区及城市政策优先街区。
法国国家统计与经济研究所（简称）在进行数据统计时，将阿沙尔堡单独设为阿沙尔堡城市核心区（Unité urbaine de Bourg-Achard），并将包括核心区在内的周边共274个市镇划为鲁昂城市区。自2020年起，鲁昂城市区被包含317个市镇的鲁昂城市辐射区代替。此外，还将阿沙尔堡市镇整体看作一个“块区”（IRIS），以便于统计人口分布情况。

## 交通

### 公路
A13和A28两条高速公路分别从阿沙尔堡市镇范围北部和东南部过境，其中A13的25号出入口可直通市区；厄尔省省道D83线、D91线、D313线和D675线在阿沙尔堡境内交汇。诺曼底大区下属的厄尔省城际客运201线和223线（校车线路）经停阿沙尔堡，可通往埃尔伯夫和蓬托德梅尔。
| 25 | 1.5 |

| 埃夫勒 | 52 |

| 埃尔伯夫 | 19 |

| 伊沃托 | 33 |

2020年，80.8%的阿沙尔堡家庭拥有至少一辆私人汽车。2021年，阿沙尔堡境内共发生各类交通事故1起，造成1人受伤。

### 铁路
距离阿沙尔堡最近的运营中的客运铁路车站为5公里外的布尔特鲁德-蒂埃贝尔站，该站停靠往返于鲁昂和卡昂一线的区域列车。

### 航空
距离阿沙尔堡最近的民用航空站为39公里外的鲁昂机场，该机场开行不定期旅游及包机航线。

### 城市公共交通
截至2023年11月，阿沙尔堡暂无城市公共交通系统。

## 政治

### 市政内阁

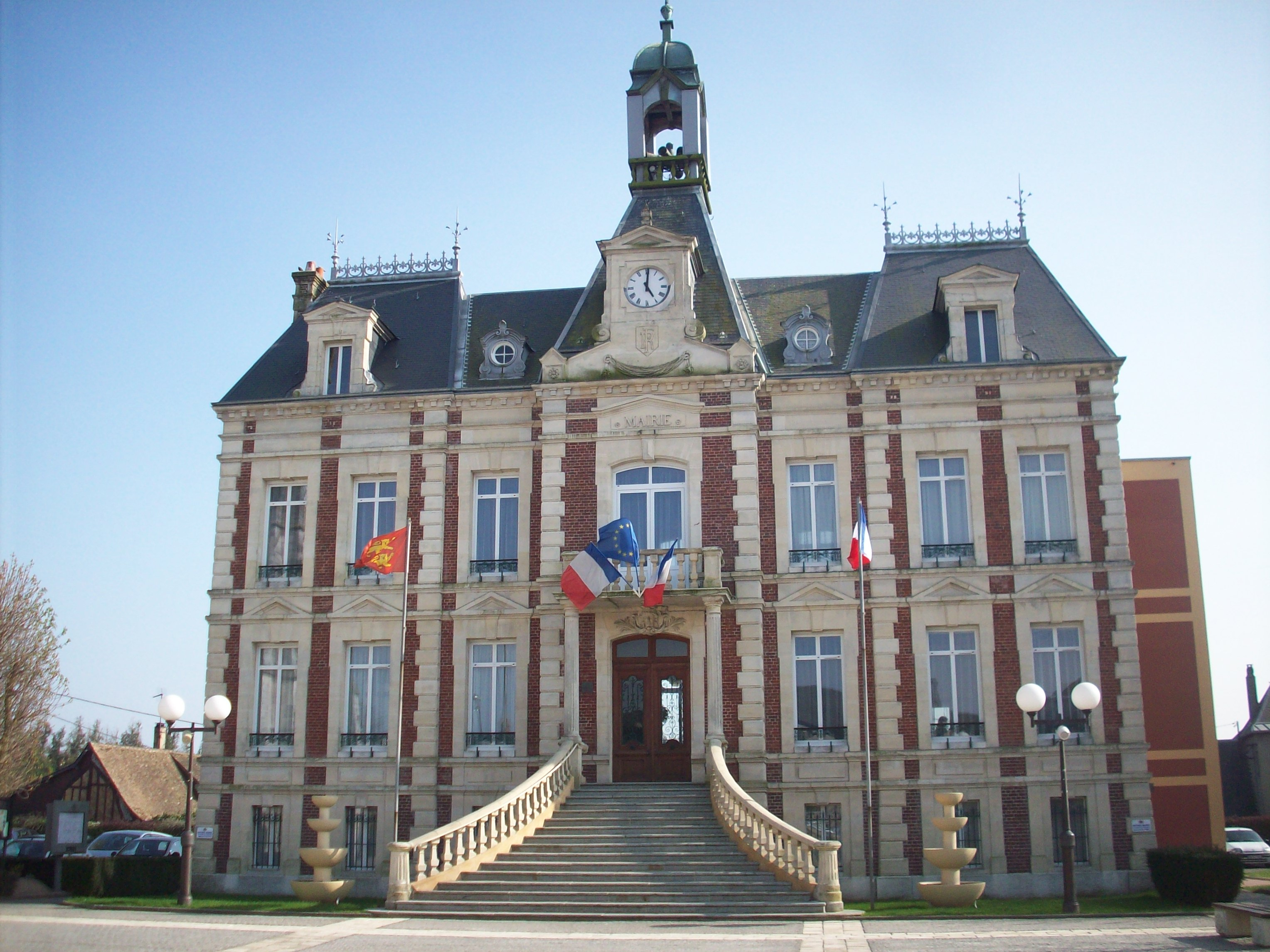
阿沙尔堡市政厅

阿沙尔堡的现任市长为若塞特·西蒙女士（Josette SIMON），她是一名无党派人士，在2020年的市政选举中获得了52.40%的支持率。
| 阿沙尔堡历届市长 | 阿沙尔堡历届市长                    | 阿沙尔堡历届市长                   |
| 任期             | 市长                                | 党派                               |
| ---------------- | ----------------------------------- | ---------------------------------- |
| 1945年－1951年   | Jean LOIR 让·卢瓦                   | 不详                               |
| 1951年－1983年   | André HÉRY 安德烈·埃里              | 不详                               |
| 1983年－2014年   | Claude HURABIELLE 克洛德·于拉比埃勒 | UDF法国民主联盟 →DVD右翼无党派人士 |
| 2014年－2020年   | Jean-Pierre DENIS 让-皮埃尔·德尼    | DVD右翼无党派人士                  |
| 2020年－         | Josette SIMON 若塞特·西蒙           | 無黨籍                             |

### 各级选举
| 阿沙尔堡历届投票选举结果 | 阿沙尔堡历届投票选举结果 | 阿沙尔堡历届投票选举结果 | 阿沙尔堡历届投票选举结果 | 阿沙尔堡历届投票选举结果           | 阿沙尔堡历届投票选举结果 | 阿沙尔堡历届投票选举结果 | 阿沙尔堡历届投票选举结果           | 阿沙尔堡历届投票选举结果 | 阿沙尔堡历届投票选举结果 |
| 选举项目                 | 选举范围                 | 选区单位                 | 选区单位内的选举结果     | 选区单位内的选举结果               | 选区单位内的选举结果     | 选区单位内的选举结果     | 选区单位内的选举结果               | 选区单位内的选举结果     | 参考资料                 |
| 选举项目                 | 选举范围                 | 选区单位                 | 第一轮胜出者             | 第一轮胜出者                       | 支持率                   | 第二轮胜出者             | 第二轮胜出者                       | 支持率                   | 参考资料                 |
| ------------------------ | ------------------------ | ------------------------ | ------------------------ | ---------------------------------- | ------------------------ | ------------------------ | ---------------------------------- | ------------------------ | ------------------------ |
| 2017年法國總統選舉       | 法國                     | 市镇                     |                          | 玛丽娜·勒庞                        | 27.38%                   |                          | 埃马纽埃尔·马克龙                  | 56.17%                   | [ 24 ]                   |
| 2017年法国立法选举       | 厄尔省第三选区           | 市镇                     |                          | 玛丽·塔马雷勒-韦拉格               | 36.48%                   |                          | 玛丽·塔马雷勒-韦拉格               | 63.25%                   | [ 24 ]                   |
| 2019年欧洲议会选举       | 法國                     | 市镇                     |                          | 若尔丹·巴尔代拉                    | 31.09%                   | （不适用）               | （不适用）                         | （不适用）               | [ 26 ]                   |
| 2021年法国省级选举       | 厄尔省                   | 县                       |                          | 西尔万·博南方 玛丽·塔马雷勒-韦拉格 | 35.15%                   |                          | 西尔万·博南方 玛丽·塔马雷勒-韦拉格 | 54.01%                   | [ 27 ]                   |
| 2021年法国省级选举       | 厄尔省                   | 市镇                     |                          | 西尔万·博南方 玛丽·塔马雷勒-韦拉格 | 46.68%                   |                          | 西尔万·博南方 玛丽·塔马雷勒-韦拉格 | 66.83%                   | [ 27 ]                   |
| 2021年法国大区选举       |                          | 市镇                     |                          | 埃尔韦·莫兰                        | 51.59%                   |                          | 埃尔韦·莫兰                        | 58.77%                   | [ 28 ]                   |
| 2022年法国总统选举       | 法國                     | 市镇                     |                          | 埃马纽埃尔·马克龙                  | 31.15%                   |                          | 埃马纽埃尔·马克龙                  | 52.83%                   | [ 24 ]                   |
| 2022年法国立法选举       | 厄尔省第三选区           | 市镇                     |                          | 玛丽·塔马雷勒-韦拉格               | 30.5%                    |                          | 玛丽·塔马雷勒-韦拉格               | 52.72%                   | [ 24 ]                   |

## 人口
2020年，阿沙尔堡市镇人口数量为3,939，在法国排名第2,839位。其中男性1,841人，女性2,098人，75岁及以上人口占9.9%，外籍人口数量为57人，人口密度为320人/平方公里，当地居民被称为（男性）或（女性）。2021年，阿沙尔堡境内出生54人，死亡人口75人。
| 阿沙尔堡1901年－2020年人口变化情况 |
|                                    |
| 数据来源：Cassini、INSEE           |

## 经济

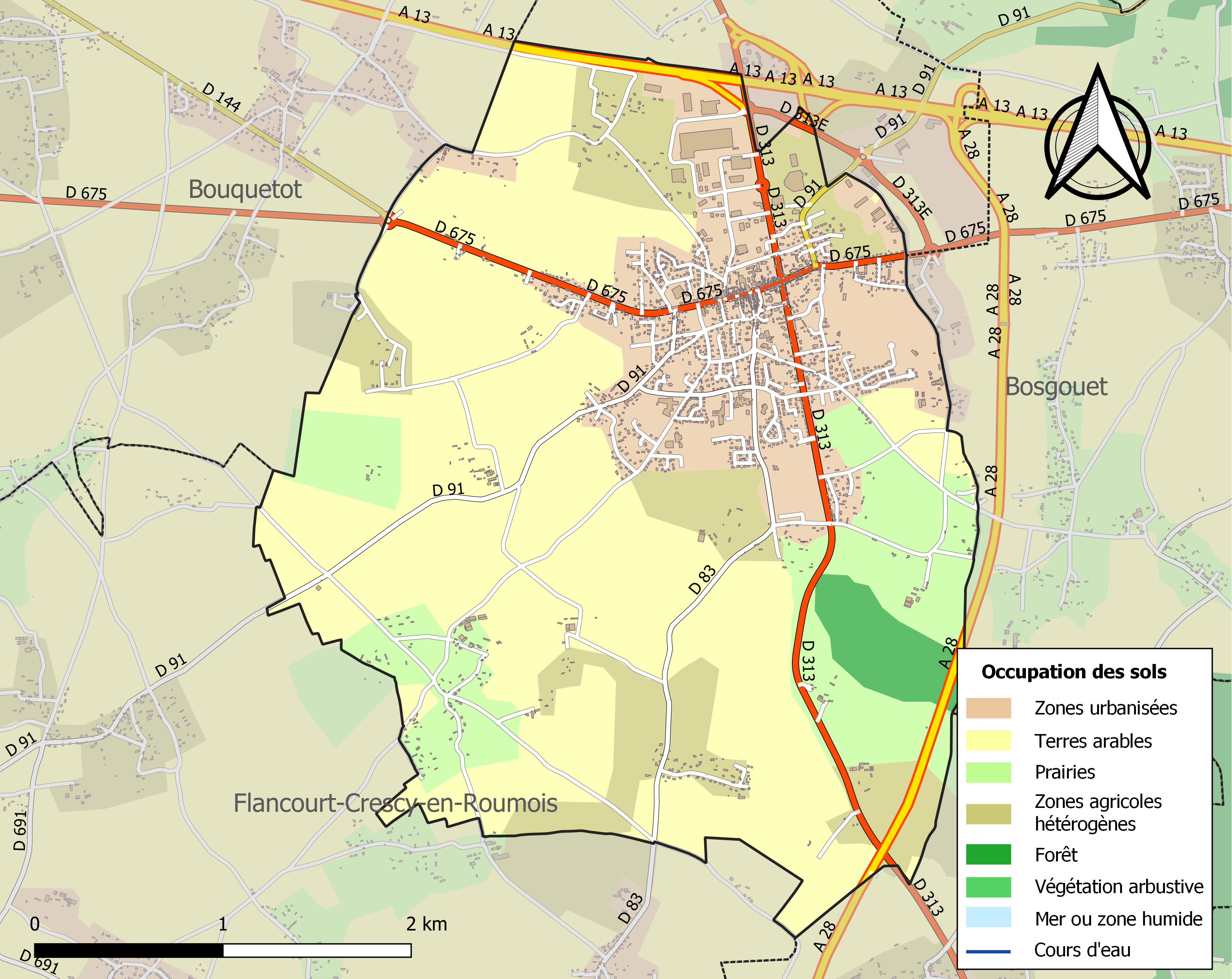
阿沙尔堡土地利用情况地图

阿沙尔堡是一个区域性的中心城市。截至2023年11月，阿沙尔堡市镇范围内共有各类用人单位（包含自雇）612家，平均历史为16年，其中99.43%为中小型企业（PME），2023年9月至11月间，当地的经济活力指数为0。（快餐）、（景观设计）及（采购）是当地2021年营业额最高的三个企业，分别为1,398,559欧元、778,921欧元和717,246欧元。

## 财政与居民收入
2021年，阿沙尔堡的财政收入总额为3,040,370欧元，财政支出总额为2,802,960欧元，当年的债务总额为2,613,870欧元。2021年，阿沙尔堡市镇通过增值税获得394,040欧元的收入，此外当地还共获得了521,850欧元的国家直接财政补助。
2019年，阿沙尔堡的人均月收入总额为2,415欧元，其中高级职员为4,095欧元，低于法国平均水平（4,230欧元）；中级职员为2,504欧元，高于法国平均水平（2,411欧元）；普通职员为1,746欧元，高于法国平均水平（1,740欧元）。
2020年，阿沙尔堡境内的贫困率为9%，青壮年（15至64岁）失业率为8.5%；2022年，当地40.6%的家庭拥有纳税资格，平均纳税2,662欧元，低于法国平均水平（4,393欧元）。

## 社会事务

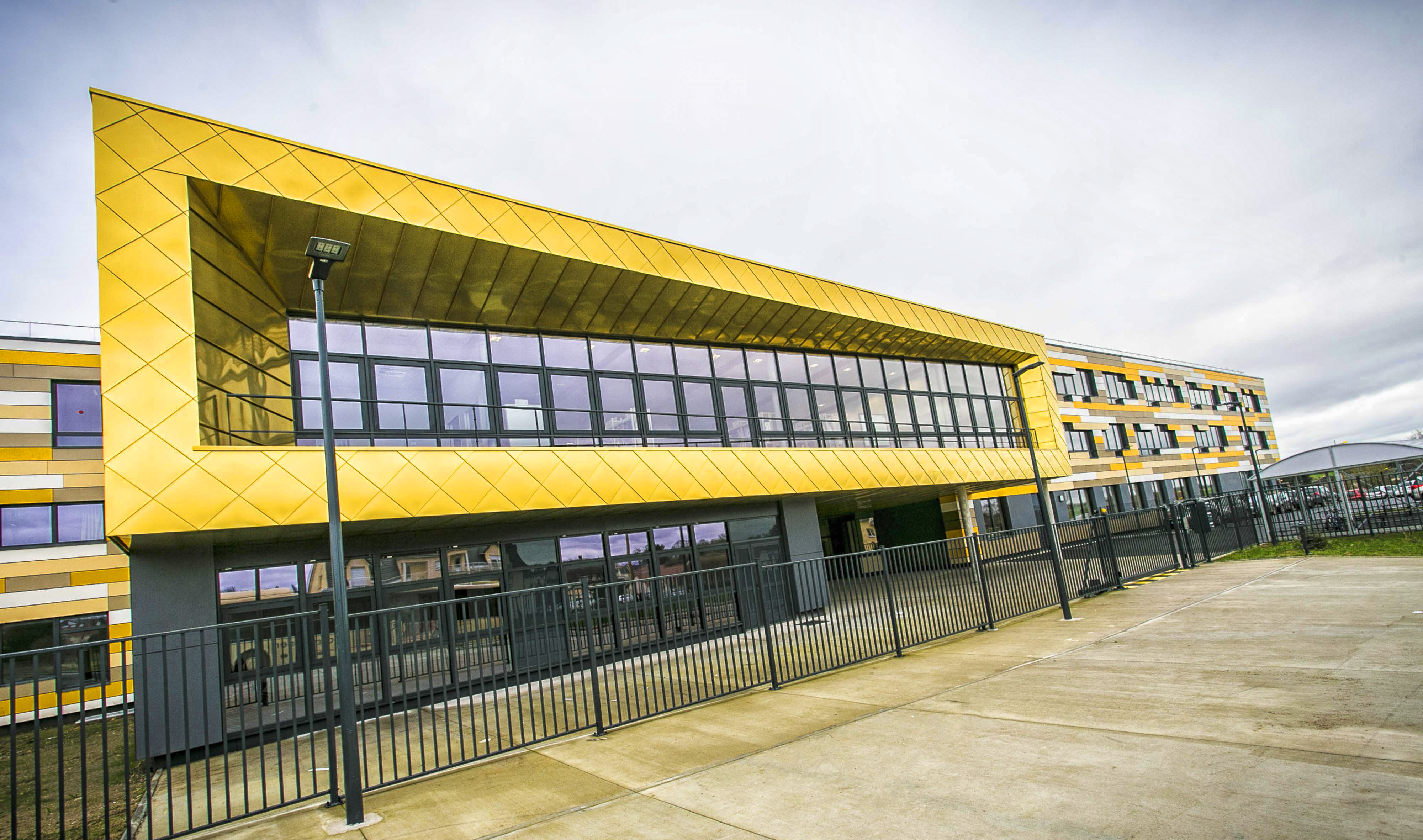
初级中学

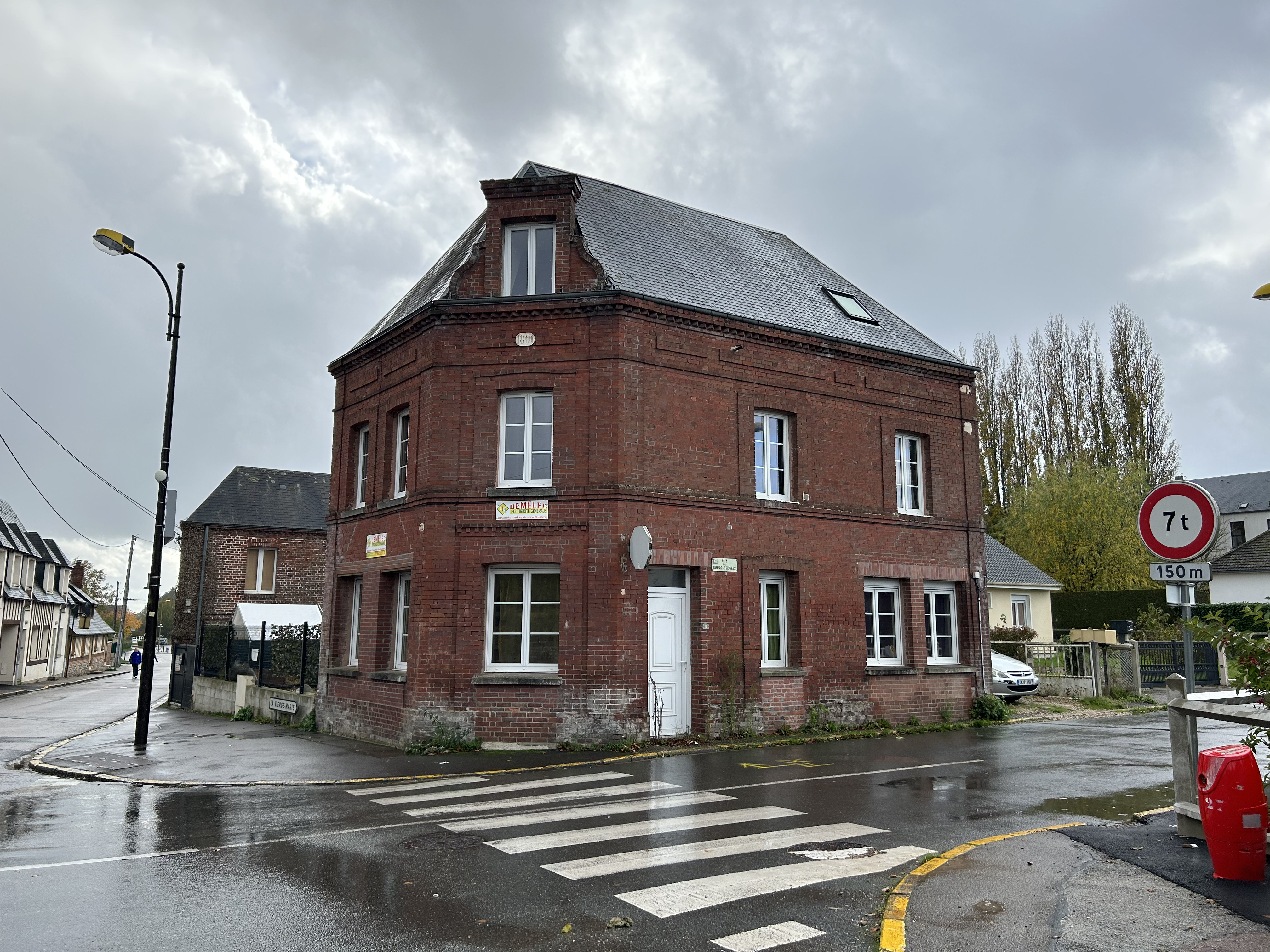
一处传统建筑

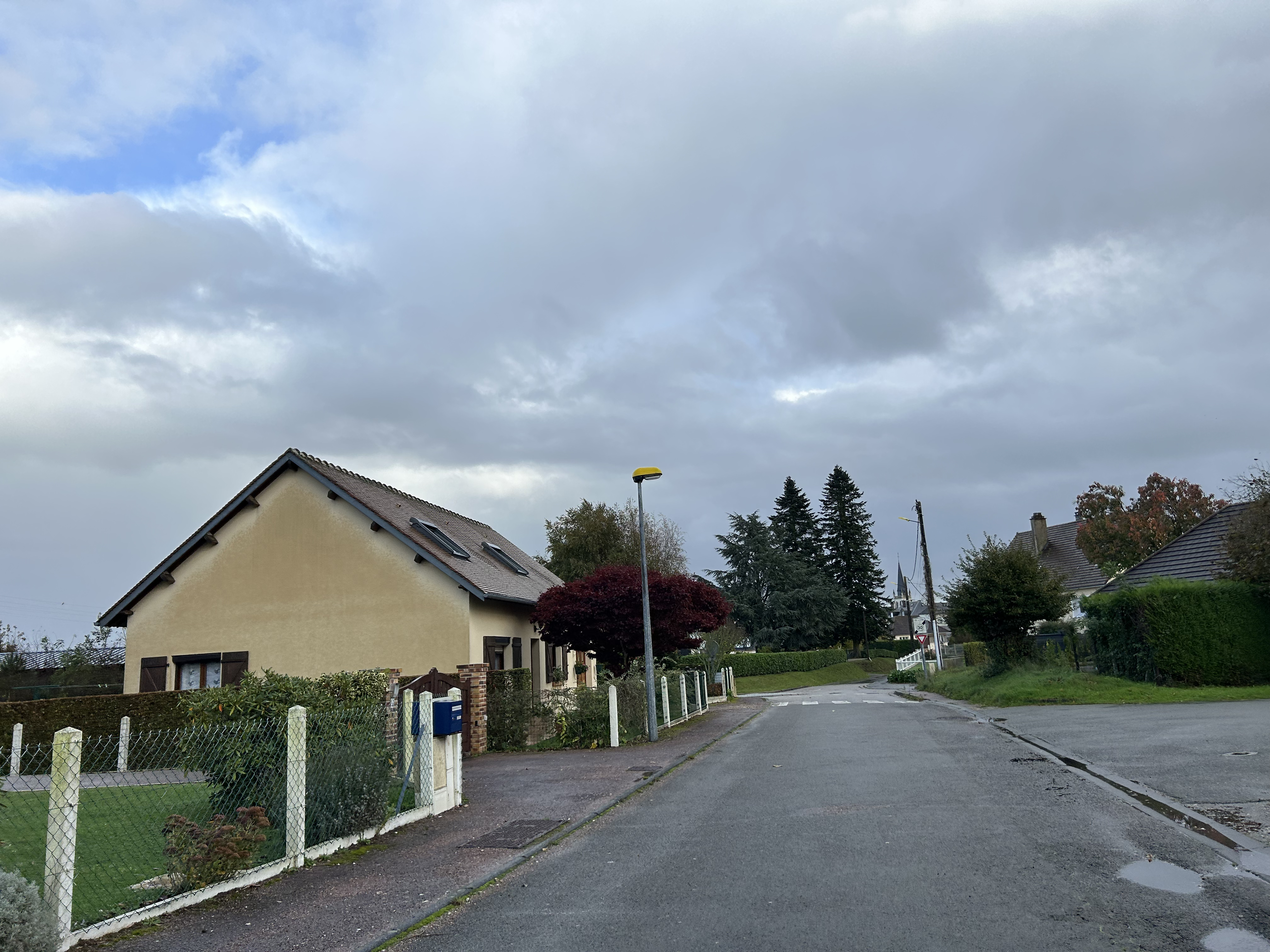
近郊居民区

### 教育
阿沙尔堡属于诺曼底学区。截至2021年1月1日，阿沙尔堡境内共有1所幼儿园、1所小学和1所初级中学。2021至2022学年度，阿沙尔堡境内共有在校中等教育阶段学生760名。

### 医疗
截至2021年1月1日，阿沙尔堡境内共有全科医生7名、保健师8名、牙医4名、护士5名和助产士2名。境内共有药房1家、养老院2家、残疾人帮扶中心1家。
皮埃尔·于拉比埃勒地方医院（Hopital local Pierre Hurabielle）是法国的一个区域性医疗机构，位于阿沙尔堡市区，设有床位191个。

### 住房
2020年，阿沙尔堡境内共有各类住房1,839套，其中75.4%为独立式居民区，24.3%为集中式居民区。常住房屋占阿沙尔堡市镇范围内居民建筑总量的89.9%。
在住房保障政策方面，2022年，阿沙尔堡境内共有266户家庭获得了住房经济补助，受益人数占总人口数量的7.2%，其中255份为房租补助。

### 商业
2021年，阿沙尔堡境内共有各类实体商铺122家，其中餐厅17家、大型超市3家、杂货店1家、面包房2家、肉铺2家、书店1家、装饰品店3家、银行门店4家、美容美发店8家、汽车维修店11家。市区北侧建有开放式商业街区，有Intermarché、家乐福、Lidl、Action等购物商场。

### 体育
2021年，阿沙尔堡境内共有1间体育馆、1座综合体育场、4处网球场以及2处足球或橄榄球场。
截至2023年11月，北鲁穆瓦足球俱乐部（FC Roumois Nord，编号553136）是阿沙尔堡境内唯一的一家注册足球俱乐部，该足球队成立于2007年，其U18队2023至2024赛季参加诺曼底大区足球联赛，其主队则参加厄尔省足球联赛乙组（法国第十级别），其主场为皮埃尔·达纳托球场（Stade Pierre Dannetot）。

### 环境
阿沙尔堡的环境事务由其所属的鲁穆瓦-塞纳市镇公共社区联合各级政府协调负责。2021年，阿沙尔堡境内暂无污染企业。

### 治安
阿沙尔堡及其附近的共106个市镇是蓬托德梅尔国家宪兵队（zone gendarmerie de Pont-Audemer）的管辖范围。2020年，该宪兵队累计记录各类案件2,509起，其中盗窃类案件1,251起，经济类案件373起，毒品交易类案件77起。

## 文化

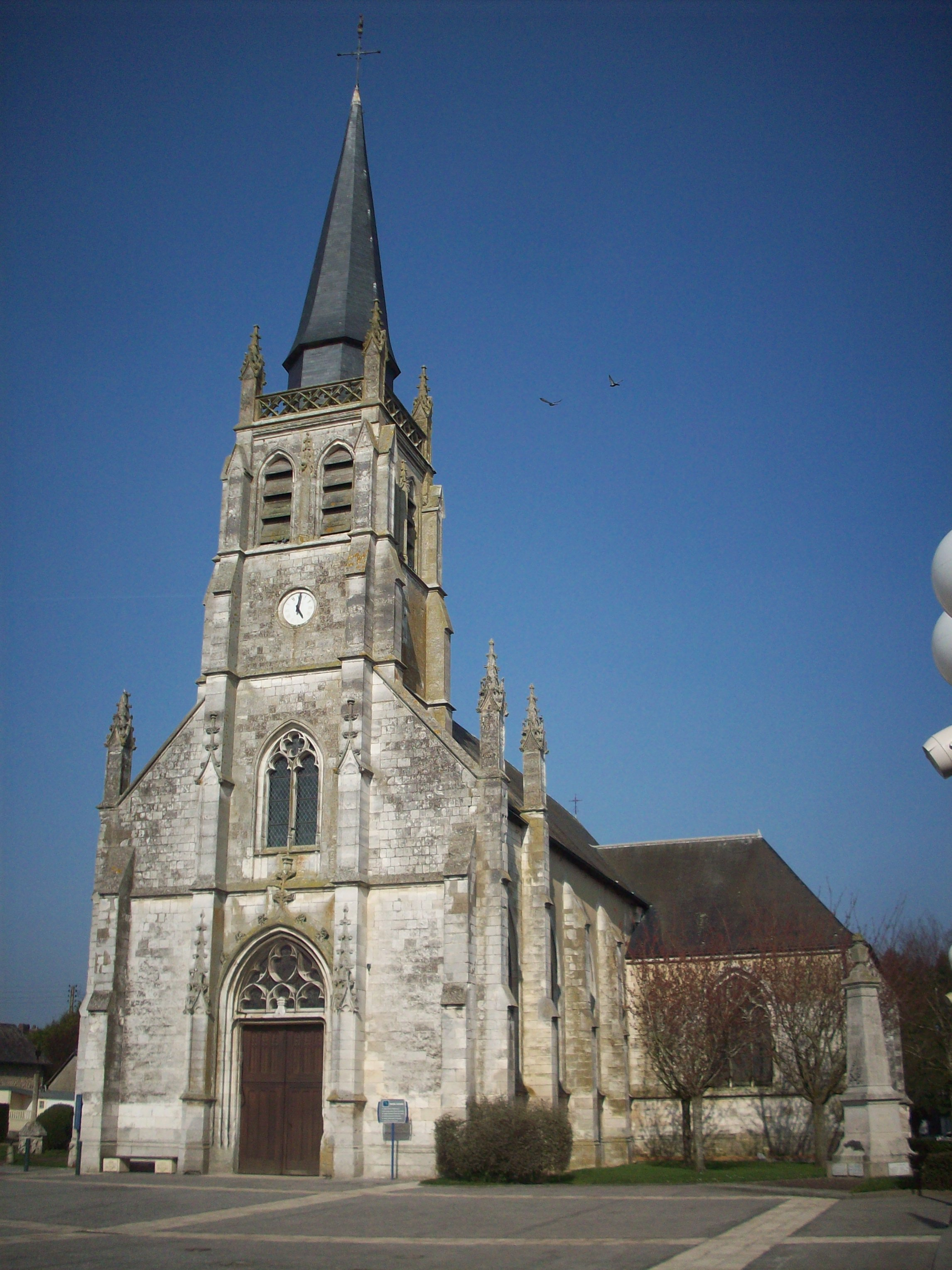
圣洛教堂

2021年，阿沙尔堡境内暂无任何文化设施。阿沙尔堡境内建有埃克托·马洛多媒体中心（Médiathèque Hector Malot），每周一、二、三、五、六向公众开放。

### 建筑
阿沙尔堡境内有多处历史建筑，其中位于镇中心的圣洛教堂是法国国家文物保护单位。

### 旅游
阿沙尔堡的旅游事务由其所属的鲁穆瓦-塞纳市镇公共社区负责。2023年，阿沙尔堡境内共有1家酒店共计56间房间；另有1个露营地，可容纳共66辆露营车。

### 媒体
法国主要的媒体均可在阿沙尔堡接收，法国电视三台下属的诺曼底大区频道在部分时段播出阿沙尔堡所在厄尔省的地方新闻。蓝色法兰西鲁昂诺曼底广播、Sweet广播、《厄尔省邮报》等是当地主要的地方性媒体。

## 相关人物
法国足球运动员吉尔贝·卡里耶和政治人物布吕诺·凯泰尔出生于阿沙尔堡。

## 友好城市
截至2023年11月，阿沙尔堡共与一座城市建立了友好城市关系：
- 德国 黑林山区申瓦尔德